# Companhia Potiguar de Gás
A Companhia Potiguar de Gás, também conhecida como Potigás, é a empresa estatal responsável pela distribuição de gás natural encanado no estado brasileiro do Rio Grande do Norte. A empresa foi criada pela Lei 6.502 de 26 de novembro de 1993 como uma sociedade de economia mista sujeita ao controle majoritário do Estado, papel exercido inicialmente pelo governo estadual e pela Gaspetro. A empresa começou a operar efetivamente em 8 de março de 1995.
Em 28 dezembro de 2015, o conglomerado japonês Mitsui passou a ser detentor da parte que cabia à Petrobras após comprar 49% da Gaspetro, pagando R$ 1,93 bilhão.
Em julho de 2022, a Petrobras concluiu a venda de 51% da Petrobras Gás S.A. (Gaspetro) para a Compass Gás e Energia S.A., empresa do grupo Cosan. A transação foi feita no valor de R$ 2,097 bilhões.